# Nunatta Isiginnaartitsisarfia
Nunatta Isiginnaartitsisarfia („Theater unseres Landes“) ist das grönländische Nationaltheater.

## Geschichte
Die Geschichte des Nationaltheaters reicht bis in die 1980er Jahre zurück. 1984 gründeten Schauspieler des in Dänemark befindlichen Tuukkaq Teatret die Schauspielgruppe Silamiut unter der Leitung von Simon „Mooqqu“ Løvstrøm. Silamiut hatte seinen Sitz in Nuuk, trat aber auch andernorts in Grönland auf. Anfangs hatte sie keine eigenen Räumlichkeiten, sondern probte im Festsaal des Ilinniarfissuaq. Die Gruppe hatte ein breites Repertoire an Aufführungen, das von theatralen Interpretationen von traditionellem Masken- und Trommeltanz der Inuit über moderne Produktionen – entweder von Tuukkaq übernommen oder eigenproduziert – bis hin zu Aufführungen von klassischen Werken von William Shakespeare oder Henrik Ibsen. 1989 zog Silamiut ins Versammlungsgebäude Illorput um. 1997 wurde das Kulturzentrum Katuaq eröffnet und die Gruppe zog in die dortigen Räumlichkeiten um. Silamiut hatte auch einige Aufführung in Europa und Nordamerika und trat anlässlich der Olympischen Spiele 2000 in Australien auf. 2003 geriet Silamiut in ernsthafte finanzielle Probleme, weswegen Mooqqu zurücktrat und die Schauspielerin Rassi Thygesen übernahm die Leitung von Silamiut. Zum Jahreswechsel 2004/05 wurde der Norweger Svenn B. Syrin Leiter des Theaters.
Svenn B. Syrin und seine grönländische Ehefrau Makka Kleist prägten das grönländische Theater am stärksten. Beide arbeiteten auch für die politische Förderung des grönländischen Theaters, was zur Verabschiedung des grönländischen Theatergesetzes im Ende 2010 führte. Dadurch wurde Silamiut zum 1. Januar 2011 in das Grönländische Nationaltheater umgewandelt. Svenn B. Syrin blieb Leiter des Theaters. Wie bereits Tuukkaq und Silamiut, führt Nunatta Isiginnaartitsisarfia die grönländische Schauspielerschule weiter und zudem wurde das von Frederik „Kunngi“ Kristensen entworfene Logo von Silamiut übernommen. Jedes zweite Jahr werden fünf Studenten für eine zweijährige Ausbildung aufgenommen. Nunatta Isiginnaartitsisarfia tritt sowohl in Grönland wie auch im Ausland auf. 2016 übernahm Susanne Andreasen die Leitung des Theaters.

## Leiter
- 1984–2003: Simon Løvstrøm
- 2003–2004: Rassi Thygesen
- 2005–2015: Svenn B. Syrin
- seit 2016: Susanne Andreasen